# 吉川英朗
吉川 英朗（よしかわ ひであき、6月27日 - ）は、日本の漫画家、イラストレーター。 兵庫県明石市出身。

## 来歴
2008年（平成20年）、スクウェア・エニックスの漫画雑誌『月刊少年ガンガン』に掲載された「疫病神と俺」で漫画家としてのデビューを果たした。同年10月、スクウェア・エニックスのウェブコミック配信サイト『ガンガンONLINE』において、読み切り漫画「悪魔と俺」を発表した。本作品は、翌2009年（平成21年）6月までの間に3話までが発表され、同年7月22日には、『悪魔と俺 汁だく』の表題で単行本の刊行も予定されていた。しかし、刊行直前に突然の中止となり、配信サイトからも作品ごと削除された。このときのスクウェア・エニックス側の措置は徹底したもので、作品の存在自体を無かったものにするかのように厳しいものだったという。結局、複数の出版社が手を差し伸べ、同年9月23日、メディアファクトリーより『悪魔と俺 特盛り』へ表題を変更して刊行されることとなった
2009年（平成21年）12月3日、メディアファクトリーのモバイル配信サイト『メディファク☆モバイル!』にて、『かみのみっ』の連載が開始され、瞬時にダウンロード数歴代第1位を記録した。2010年（平成22年）2月には、秋田書店の漫画雑誌『チャンピオンRED いちご』にて『カガクなヤツら』の連載が始まった。2018年（平成30年）には『マンガUP!』にて連載し、スクウェア・エニックスの掲載誌に復活した。

## 作品リスト

### 漫画作品
以下のとおり、漫画作品を初出順に並べた。太字は連載作品である。各作品の詳細等については、リンク先の各記事を参照すること。
|  | 連載作品 |  | 読切作品 |

|    | 作品名                                          | 初出誌                                                                | 出版社                        | 収録                  | 備考                                          |
| -- | ----------------------------------------------- | --------------------------------------------------------------------- | ----------------------------- | --------------------- | --------------------------------------------- |
| 1  | 疫病神と俺                                      | 『月刊少年ガンガン』2008年2月号                                       | スクウェア・エニックス        | —                     | デビュー作。                                  |
| 2  | 悪魔と俺                                        | 『ガンガンONLINE』2008年10月22日配信 - 2009年6月11日配信              | スクウェア・エニックス        | 単行本                | ウェブコミック。計3話配信。2009年夏配信中止。 |
| 3  | 拾ってください                                  | 『チャンピオンRED いちご』2009年11月号 (VOL.16)                       | 秋田書店                      | 『カガクなヤツら』1巻 |                                               |
| 4  | かみのみっ                                      | 『メディファク☆モバイル!』2009年12月3日配信 - 2011年4月28日配信       | メディアファクトリー          | 単行本                | ウェブコミック。                              |
| 5  | カガクなヤツら                                  | 『チャンピオンRED いちご』2010年3月号 (VOL.18) - 2014年1月号 (VOL.41) | 秋田書店                      | 単行本                |                                               |
| 6  | シークレットの向こう側                          | 『月刊コミックアライブ』2014年11月号 - 2015年12月号                   | KADOKAWA/メディアファクトリー | 単行本                |                                               |
| 7  | ワンモア・エイジ                                | 『チャンピオンRED』2016年6月号 - 2017年5月号                          | 秋田書店                      | 単行本                |                                               |
| 8  | 魔王様の街づくり!〜最強のダンジョンは近代都市〜 | 『コミックガルド』2018年3月9日配信 - 2025年2月14日配信                | オーバーラップ                | 単行本                | ウェブコミック。原作は月夜涙の同名小説。      |
| 9  | 魔王と俺の叛逆記                                | 『マンガUP!』2018年4月27日配信 - 2021年8月13日配信                    | スクウェア・エニックス        | 単行本                | ウェブコミック。                              |
| 10 | 黒焔の王ゼルク                                  | 『マンガUP!』2025年2月26日配信 -                                      | スクウェア・エニックス        | 単行本                | ウェブコミック。                              |

### イラスト
以下のとおり、イラストが収録されているタイトルを初出順に並べた。
- テイルズ オブ ジ アビス コミックアンソロジーEX. 2（2007年1月[12]）
- Chaos TCG クイーンズブレイド　臨戦態勢「リスティ」（2009年12月[13][14]）
- デジ同人ALICE オリジナルCG集（2010年4月[15]）
- リトルバスターズ! エクスタシー えくすたちっくアンソロジー VOL.5（一迅社、2010年11月[1]）
- 聖痕のクエイサー クリアブックマーカー（2011年1月[16]）
- えんぶれっ！（2011年[17][18]）

## 書籍
以下のとおり、漫画単行本を発行順に並べた。書誌情報の詳細等については、リンク先の各記事を参照すること。
|   | 書名                                            | 出版社                        | レーベル                  | 発行年          | 判型 | 巻数 | 備考                                                             |
| - | ----------------------------------------------- | ----------------------------- | ------------------------- | --------------- | ---- | ---- | ---------------------------------------------------------------- |
| 1 | 悪魔と俺 特盛り                                 | メディアファクトリー          | MFコミックス              | 2009年          | B6   | 1    | スクウェア・エニックスで配信中止となった「悪魔と俺」を単行本化。 |
| 2 | かみのみっ                                      | メディアファクトリー          | MFコミックス              | 2010年 - 2011年 | B6   | 3    |                                                                  |
| 3 | カガクなヤツら                                  | 秋田書店                      | チャンピオンREDコミックス | 2010年 - 2014年 | B6   | 6    |                                                                  |
| 4 | シークレットの向こう側                          | KADOKAWA/メディアファクトリー | MFコミックスアライブ      | 2014年 - 2015年 | B6   | 4    |                                                                  |
| 5 | ワンモア・エイジ                                | 秋田書店                      | チャンピオンREDコミックス | 2016年 - 2017年 | B6   | 2    |                                                                  |
| 6 | 魔王と俺の叛逆記                                | スクウェア・エニックス        | ガンガンコミックスUP!     | 2018年 - 2021年 | B6   | 8    |                                                                  |
| 7 | 魔王様の街づくり!〜最強のダンジョンは近代都市〜 | オーバーラップ                | ガルドコミックス          | 2018年 -        | B6   | 12   |                                                                  |

## その他
- 自身を「ヒゲ」または「ヨシカワーヌ」と表記することがある [4]。